# Accidente del An-72 de las Fuerzas Armadas de Kazajistán
El martes 25 de diciembre de 2012, un Antonov An-72 que pertenecía a las Fuerzas Armadas de la República de Kazajistán se estrelló contra el suelo mientras iniciaba su aproximación hacia el aeropuerto de Shymkent. El vuelo hacía la ruta entre las ciudades de Astaná y Shymkent.
A bordo se encontraban 27 ocupantes, de los cuales ninguno sobrevivió. Entre éstos se encontraba el coronel Turganbek Stambekov, director interino del Servicio de Guardia Fronteriza del Comité de Seguridad Nacional de Kazajistán, además de un grupo de oficiales de la oficina central del servicio que lo acompañaban, así como personal militar del departamento regional de servicios fronterizos de Ontustik.
Este accidente se cataloga como el 7° desastre aéreo más grave de Kazajistán.

## Avión
El Antonov An-72-100 implicado había sido construido en 1991 y voló por primera vez en ese mismo año. La primera y única compañía que operó la aeronave hasta el día del desastre era la Fuerza Armada Kazaja. El aparato estaba matriculado como      UP-72859 y tenía como número de serie 36576092859. La aeronave voló en total 40 horas y efectuó 30 despegues y 30 aterrizajes.

## Sucesos del accidente
Según se informó en la mañana de ese martes, en Shymkent había nubosidad baja, niebla, había llovido mucho, nevaba desde la noche y la visibilidad se redujo drásticamente. A las 20:00 (local), la nieve se intensificó y la temperatura bajó a -8 °C.
El avión despegó del aeropuerto de Astana (TSE) a las 16:52 (local). Poco después del despegue, el piloto automático falló. El capitán decidió entonces pilotar el avión manualmente. Dos minutos y 40 segundos después del despegue, el radioaltímetro también falló. El vuelo se continuó utilizando altímetros barométricos. A los 19 minutos de vuelo también hubo una falla momentánea de aquellos altímetros, y la altitud cayó de 696 (2 280) a -1 375 metros (-4 510 pies). Tres minutos después el altímetro volvió a sufrir un pico momentáneo, esta vez de 749 (2 460) a 2 672 metros (8 770 pies).
En ruta y durante el descenso hacia Shymkent, el vuelo encontró mal tiempo con fuertes nevadas y visibilidad limitada. Durante la aproximación a Shymkent, el comandante no logró establecer la presión correcta de los altímetros barométricos. Por lo tanto, la altitud indicada estaba desviada en unos 385 metros (1 260 pies). Luego, el avión chocó contra el suelo en la ladera de una cantera de grava entre las aldeas de Sairam y Tassay,a unos 20 kilómetros (13 millas) aproximadamente de Shymkent. Se produjo un incendio que destruyó y calcinó la mayor parte del aparato junto con sus ocupantes. Todos los siete tripulantes y los 20 pasajeros murieron en el accidente, resultado probable del impacto o del fuego ocasionado por éste.

### Eventos posteriores
El presidente de Kazajistán en ese entonces, Nursultan Nazarbayev, expresó sus condolencias a las familias y allegados de las víctimas.
El 27 de diciembre, por orden del Presidente de la República, se declaró luto nacional por la muerte de los militares. El personal del Comité de Seguridad Nacional de Kazajistán, los diputados de Mazhilis (cámara baja) del Parlamento y los empleados del aparato de la Cámara transfirieron ganancias de un día a las familias de los guardias fronterizos muertos. En Shymkent, cientos de personas se reunieron cerca del monumento a los guardias fronterizos el día del duelo. Los militares y los residentes locales depositaron flores en memoria de sus colegas caídos y encendieron velas. Después de depositar flores en el monumento a los guardias fronterizos, todos se dirigieron a la Dirección Regional de Ontustik, donde se exhibieron fotos de los guardias fronterizos muertos frente a la entrada y se depositaron flores.

## Investigación

### Hechos preliminares
Unos tres días después del accidente, la Fiscalía General de Kazajistán dio un reporte preliminar sobre el avance de la investigación a cerca de las causas del desastre:
- El día del accidente, el servicio meteorológico aeronáutico de Kazaeroservice informó en dos ocasiones (a las 13:00 y 17:00) y emitió advertencias de que se observaba una fuerte formación de hielo en un radio de 50 km sobre el aeropuerto de Shymkent a una altitud de 300 (1 000) a 7 600 metros (24 930 pies).
- Siete especialistas de Ucrania, en representación de Ukrspetsexport y la planta de reparación de aviones de Ucrania, participaron en la investigación.
- El registrador de vuelo estuvo siendo decodificado.
- Se estudiaron los registros de la grabadora de voz sobre las conversaciones de la tripulación entre sí, así como con los controladores de tránsito aéreo. La investigación confiscó y sometió a examen pericial documentos de la aeronave, muestras de combustible de aviación, líquidos especiales para el procesamiento de la aeronave, registros de información de radar, etc.[13]

### Reporte final
El 22 de enero de 2013, casi un mes después del siniestro, la Oficina del Fiscal General de Kazajistán dio un informe final de una combinación de factores que contribuyeron en el accidente:
- Fallo mecánico del radioaltímetro y del piloto automático.
- Incumplimiento por parte de la tripulación de las instrucciones del controlador de tránsito aéreo para establecer la presión atmosférica real en el altímetro barométrico al nivel de la pista del aeropuerto de Shymkent, como resultado de lo cual las lecturas del altímetro barométrico pudieron sobreestimarse en 385 metros (1 260 pies).
- Condiciones presentes de formación de hielo (engelamiento).
- Pilotaje de la aeronave por el asistente del comandante de la tripulación (copiloto).
- Desactivación por parte de la tripulación del Sistema de advertencia de proximidad al suelo (GPWS; TGPWS Mark VIII).[14]